# Ministri del commercio della Romania
Questo elenco comprende i ministri del commercio della Romania a partire dal 1989.

## Lista dei ministri del commercio
Tra il 12 dicembre 1996 e il 28 dicembre 2000 il Ministero del commercio è stato accorpato al Ministero dell'industria e del commercio. Per la lista dei ministri del periodo vedi Ministri dell'industria della Romania. 
Ricostituito come organo indipendente nel 2000 con il nome di Ministero per la piccola e media impresa e la cooperazione, il 19 giugno 2003 è stato accorpato al Ministero dell'economia e del commercio. È successivamente esistito con diverse denominazioni come organo indipendente dal Ministero dell'economia tra il 5 aprile 2007 e il 23 dicembre 2009 e tra il 4 gennaio 2017 e il 4 novembre 2019. Per la lista dei ministri nei periodi 2003-2007, 2007-2009 e dal 2019, vedi Ministri dell'economia della Romania.
Tra il 17 dicembre 2014 e il 17 novembre 2015, al fianco del Ministero dell'economia, del commercio e del turismo, è esistito il Ministero dell'energia, della piccola e media impresa e del contesto imprenditoriale. Per la lista dei ministri vedi Ministri dell'energia della Romania.
| Ministro | Ministro        | Ministro                            | Partito                                                                              | Governo              | Mandato          | Mandato          | Leg.        |
| Ministro | Ministro        | Ministro                            | Partito                                                                              | Governo              | Inizio           | Fine             | Leg.        |
| --- | --------------- | ----------------------------------- | ------------------------------------------------------------------------------------ | -------------------- | ---------------- | ---------------- | ----------- |
| Commercio estero (Ministerul comerțului exterior) |                 |                                     |                                                                                      |                      |                  |                  |             |
| |                 | Nicolae M. Nicolae (1924-2009)      | Indipendente                                                                         | Governo Roman I      | 2 gennaio 1990   | 28 giugno 1990   | Provvisoria |
| Commercio e turismo (Ministerul comerțului și turismului) |                 |                                     |                                                                                      |                      |                  |                  |             |
| |                 | Constantin Fota (1935)              | Fronte di Salvezza Nazionale                                                         | Governo Roman II     | 28 giugno 1990   | 16 ottobre 1991  | I           |
| Governo Stolojan | 16 ottobre 1991 | Constantin Fota (1935)              | Fronte di Salvezza Nazionale                                                         | 19 novembre 1992     |                  |                  | I           |
| Commercio (Ministerul comerțului) |                 |                                     |                                                                                      |                      |                  |                  |             |
| |                 | Constantin Teculescu (1946)         | Fronte Democratico di Salvezza Nazionale Partito della Democrazia Sociale di Romania | Governo Văcăroiu     | 19 novembre 1992 | 28 agosto 1993   | II          |
| |                 | Cristian Traian Ionescu (1943-2005) | Partito della Democrazia Sociale di Romania                                          | Governo Văcăroiu     | 28 agosto 1993   | 4 maggio 1995    | II          |
| |                 | Petru Crișan (?)                    | Partito della Democrazia Sociale di Romania                                          | Governo Văcăroiu     | 4 maggio 1995    | 19 gennaio 1996  | II          |
| |                 | Dan Ioan Popescu (1948)             | Partito della Democrazia Sociale di Romania                                          | Governo Văcăroiu     | 19 gennaio 1996  | 12 dicembre 1996 | II          |
| Dal 12 dicembre 1996 accorpato al Ministero dell'industria e del commercio Dal 28 dicembre 2000 Piccola e media impresa e cooperazione (Ministerul pentru întreprinderile mici și mijlocii și cooperație)                                             |                 |                                     |                                                                                      |                      |                  |                  |             |
| |                 | Silvia Ciornei (1970)               | Partito Umanista Rumeno                                                              | Governo Năstase      | 28 dicembre 2000 | 19 giugno 2003   | IV          |
| Dal 19 giugno 2003 accorpato al Ministero dell'economia e del commercio Dal 5 aprile 2007 Piccola e media impresa, commercio, turismo e professioni liberali (Ministerul pentru întreprinderi mici și mijlocii, comerț, turism și profesii liberale ) |                 |                                     |                                                                                      |                      |                  |                  |             |
| |                 | Ovidiu Silaghi (1962)               | Partito Nazionale Liberale                                                           | Governo Tăriceanu II | 5 aprile 2007    | 22 dicembre 2008 | V           |
| Piccola e media impresa, commercio e contesto imprenditoriale (Ministerul pentru întreprinderi mici și mijlocii, al comerțului și al mediul de afaceri)                                                                                               |                 |                                     |                                                                                      |                      |                  |                  |             |
| |                 | Constantin Niță (1955)              | Partito Social Democratico                                                           | Governo Boc I        | 22 dicembre 2008 | 1 ottobre 2009   | VI          |
| |                 | Gabriel Sandu (ad interim) (1963)   | Partito Democratico Liberale                                                         | Governo Boc I        | 2 ottobre 2009   | 23 dicembre 2009 | VI          |
| Dal 23 dicembre 2009 accorpato al Ministero dell'economia, del commercio e delle imprese Dal 4 gennaio 2017 Affari, commercio e imprese (Ministerul pentru mediul de afaceri, comerț și antreprenoriat)                                               |                 |                                     |                                                                                      |                      |                  |                  |             |
| |                 | Florin Jianu (1976)                 | Indipendente                                                                         | Governo Grindeanu    | 4 gennaio 2017   | 2 febbraio 2017  | VIII        |
| |                 | Alexandru Petrescu (?)              | Partito Social Democratico                                                           | Governo Grindeanu    | 23 febbraio 2017 | 29 giugno 2017   | VIII        |
| |                 | Ilan Laufer (1983)                  | Partito Social Democratico                                                           | Governo Tudose       | 29 giugno 2017   | 29 gennaio 2018  | VIII        |
| |                 | Ștefan-Radu Oprea (1970)            | Partito Social Democratico                                                           | Governo Dăncilă      | 29 gennaio 2018  | 4 novembre 2019  | VIII        |
| Dal 4 novembre 2019 accorpato al Ministero dell'economia, dell'energia e delle imprese Dal 25 novembre 2021 Imprenditoria e del turismo (Ministerul Antreprenoriatului și Turismului)                                                                 |                 |                                     |                                                                                      |                      |                  |                  |             |
| |                 | Constantin Cadariu (1967)           | Partito Nazionale Liberale                                                           | Governo Ciucă        | 25 novembre 2021 | 15 giugno 2023   | IX          |
| Dal 15 giugno 2023 accorpato al Ministro dell'Economia, dell'Imprenditoria e del Turismo. |                 |                                     |                                                                                      |                      |                  |                  |             |